# الکس خیمنز
الکس خیمنز (انگلیسی: Álex Jiménez؛ زادهٔ ۱۳ ژانویهٔ ۲۰۰۲) بازیکن فوتبال اهل جمهوری دومینیکن است.
وی همچنین در تیم‌های ملی فوتبال جمهوری دومینیکن بازی کرده‌است.